# Ernest Callebout
Ernest Callebout (Brugge, 23 maart 1887 - 26 november 1952) was een Belgisch architect, beeldhouwer en etser.

## Levensloop
Ernest was een zoon van de beeldhouwer Pieter Callebout. Van 1902 tot 1905 studeerde hij aan de Academie voor Schone Kunsten Brugge, onder de leiding van Edmond Van Hove, Gustaaf Pickery en Oscar De Breuck.
Tijdens de Eerste Wereldoorlog verbleef hij in Engeland en trouwde er met Mary-Lucy Campbell-Wilson. Het echtpaar kwam na 1918 in Brugge wonen. Callebout vestigde zich als architect en voerde veel ontwerpen uit, onder meer in Belgisch-Congo.
Tussen 1908 en 1921 was hij ook actief als beeldhouwer, etser en tekenaar. Het beeldhouwwerk bestond vooral uit koppen. Hij maakte onder meer de bronzen gedenkplaat met medaillon van Julius Sabbe, aangebracht aan diens woning, Potterierei 34. Zijn etsen werden bekroond in Florence en in 1920 kocht het Uffizi-museum een ets van hem.
Callebout behoorde tot de leden van de artistieke club De Maffia. Hij was ook een actief lid van de vrijmetselaarsloge La Flandre. Hij behoorde tot de initiatiefnemers voor de oprichting in 1930 van de gemengde loge Aurore - Dageraad. In 1937 behoorde hij tot de zeven broeders (van wie zes lid waren van De  Maffia) die zich afscheurden van La Flandre en een Nederlandstalige werkplaats oprichtten onder de naam Simon Stevin.
Zijn zoon, Peter Callebout (1916-1970), was eveneens een bekend architect.

### Ernest Callebout
- F.S. & F.S., La Flandre, 4881-5981, Brugge, 1981.
- Roger DE LAERE, Ernest Callebout, architect en beeldend kunstenaar, in: De Kroniek van Sint-Andries, 1995.
- Jaak FONTIER, Ernest Callebout, in: Lexicon van West-Vlaamse beeldende kunstenaars, Brugge 1997.